# Département de Rivadavia (Mendoza)
Pour les articles homonymes, voir Département de Rivadavia.
Le département de Rivadavia est une des 18 subdivisions de la province de Mendoza, en Argentine. Son chef-lieu est la ville de Rivadavia.
Le département a une superficie de 2 141 km2. Il comptait 52 567 habitants en 2001.

## Emplacement
Rivadavia intègre la région de l'Est de Mendoza. Avec San Martín et Junín forment la Central Valley. Il est bordé au nord par Junín, à l'est par Santa Rosa, au sud par San Carlos, et à l'ouest par Luján de Cuyo, Tupungato et Tunuyán.

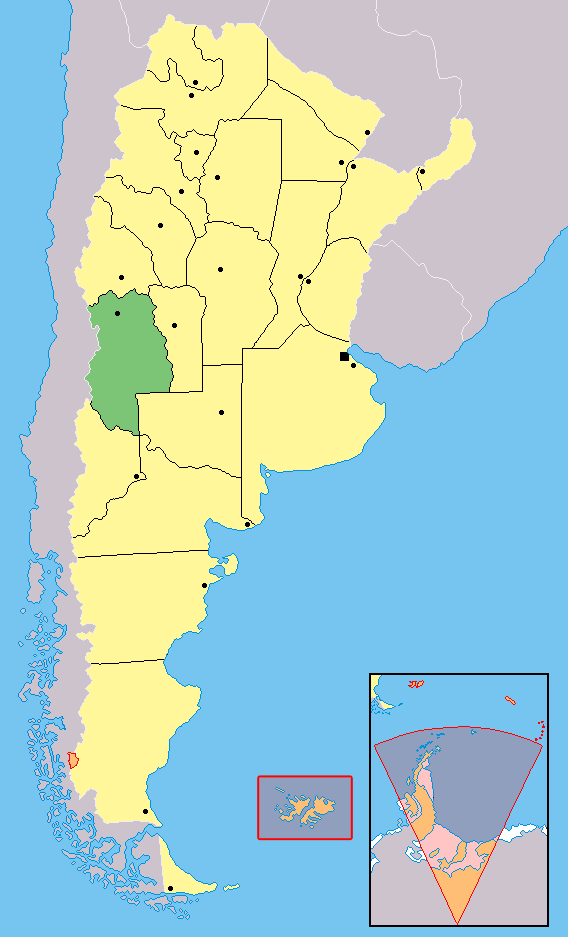
Localisation de la province de Mendoza en Argentine

## Villes et localités
- Cuadro Ortega
- La Florida
- Rivadavia, chef-lieu